# Valentine Greatrakes

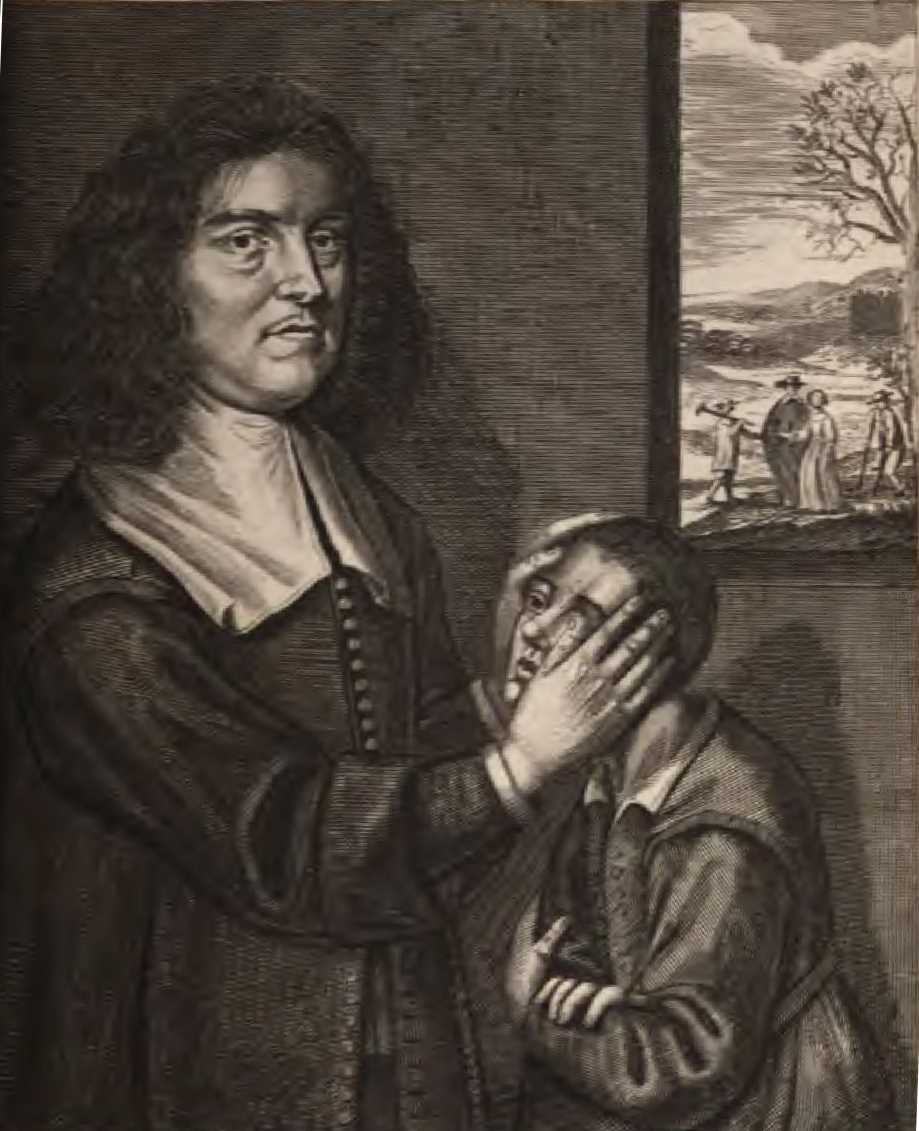
Valentine Greatrakes übt seine Kraft der Glaubensheilung aus

Valentine Greatrakes (* 14. April 1628; † 28. November 1682), auch Greatorex oder The Stroker, war ein irischer Geistheiler, der in England wirkte und behauptete, Menschen mit Hilfe von Handauflegen heilen zu können.

## Junge Jahre
Greatrakes wurde am 14. Februar 1618 in Affane, County Waterford, in Irland geboren. Seite Eltern waren William (1600–1643) und Mary (gestorben 1656) Greatrakes. Mary war die Tochter von Edward Harris, der Chief Justice of Munster war. Mit 13 Jahren ging er nach Besuch der öffentlichen Schule in Lismore auf das College von Dublin. Als die irische Rebellion 1641 ausbrach floh er mit seiner Mutter nach England, wo er von seinem Großonkel Edmund Harris aufgenommen wurde. Nachdem Harris starb, quartierte seine Mutter Greatrakes ihn bei John Daniel Getsius in Devonshire ein.

## Der Krieg, das Commonwealth und  die Restauration
Nach sechs Jahren in England kehrte Greatrakes in seine Heimat zurück, die er völlig zerstört vorfand, weshalb er ein Jahr der Besinnung im Schloss von Cappoquin verbrachte. 1649 wurde er Leutnant in Lord Broghills Regiment in der englischen Parlamentsarmee in Irland, und beteiligte sich in Munster an einem Feldzug gegen die irischen Royalisten. 1656 löste sich ein großer Teil der Armee auf und deshalb kehrte Greatrakes nach Affane zurück und wurde hier Urkundsbeamter für County Cork und Friedensrichter. Diese Positionen verlor er kurz danach im Zuge der irischen Restauration.

## Heiler in Irland
Er sagte von sich selbst, dass er 1662 ein Erweckungserlebnis hatte und dass er einen starken Impuls durch ein inneres Erlebnis hatte, die Krankheit Skrofulose heilen zu können. Diese Überzeugung wurde so stark, dass er zahlreiche Personen berührte und sie damit heilte.
Drei Jahre später breitete sich ein Fieber in seinem Heimatcountry aus und er hatte erneut ein religiöses Erlebnis, das ihn dazu brachte auch dieses heilen zu können. Dabei machte er die Erfahrung, dass er alle heilen konnte, die zu ihm kamen. Im April 1665 hatte er erneut eine Offenbarung, die ihn glaubten machte, nun außerdem auch noch Wunden und Geschwülste heilen zu können.
Am 6. April 1665 heilte er eigenen Angaben zufolge Robert Phayre, den Commonwealth Governor von County Cork, der in Cahermore lebte. Dieser besuchte zuvor Greatrakes wegen Fieber, das Greatrakes binnen Minuten heilen konnte.
Im August 1665 besuchte ihn John Flamsteed, weil er von diesen Taten gehört hatte, um sich wegen seiner schwachen Gesundheit behandeln zu lassen, allerdings hatte Greatrakes keinen Erfolg.

## Reise nach England
1665 wurde Greatrakes von seinem alten Kommandeur, Lord Broghill, nach England eingeladen, um Anne Conway von chronischen Kopfschmerzen zu heilen. Er erreichte England Anfang des Jahres 1666, allerdings scheiterte er auch hier mit seiner Heilung. Davon unbeeindruckt reiste er durch England, um andere Kranke zu heilen.
Greatrakes hielt sich danach vor allem in London auf, wo er Plätze aufsuchte, an denen viele Kranke versammelten. Er machte sich in dieser Zeit einen Ruf alle möglichen Krankheiten, chronische Schmerzen, Gicht, Rheuma und Krämpfe. Da er hierzu nur seine Hände benutzte, bekam er in London den Beinamen The Stroker (der Handaufleger).
Neben Bewunderern formierten sich in London auch viele Skeptiker, die Greatrakes für einen Scharlatan hielten. Als Antwort auf diese Vorwürfe verfasste er einen Brief, in dem viele Anhänger von ihm seine Heilungen bestätigten und ihn gegenüber seinen Gegner in Schutz nahmen.

## Rückkehr nach Irland und Leben als Farmer
1667 kehrte Greatrakes nach Irland zurück und nahm seine alte Tätigkeit als Farmer auf. Dadurch verschwand er für viele Jahre aus der Öffentlichkeit und trat nicht mehr auf als Wunderheiler.
Greatrakes starb am 28. November 1682 in Affane, County Waterford. Seine Grabstätte ist nicht bekannt, wahrscheinlich liegt er in der Lismore Church oder unter der alten Kirche von Affane in der Nähe seines Vaters.

## Familie
In den frühen 1660ern heiratete Greatraks Ruth (gestorben 1678), Tochter von Sir William Godolphin. Seine zweite Frau war Alice Tilson (gestorben 1678 oder 1684). Mit diesen Frauen hatte er folgende Kinder:
- William (gestorben 1686), der Mary heiratete.
- Edmund (gestorben zwischen 1691 und 1692), der Anne heiratete.
- Mary, die Edmund Browning heiratete.

## Werke
- Eine Reihe von Briefen zwischen Greatrakes und Sir Edmund Berry Godfrey wurde von Alan Marshal herausgegeben.